# Меморіальні та анотаційні дошки Полтави
Перелік меморіальних та анотаційних дощок Полтави

## Анотаційні дошки
| Зображення | На честь кого, чого чи якої події                                                                                              | Адреса                             |
|            | Вулиця Балакіна названа на честь Василя Федоровича Балакіна, заступника командувача артилерією Степового фронту (Демонтовано!) | вул. Семена Антонця                |
|            | Вулиця названа на честь Григорія Сергійовича Кагамлика                                                                         | вул. Кагамлика                     |
|            | Вулиця названа на честь В. Козака 1940—2001                                                                                    | вул. Володимира Козака             |
|            | Мала Академія Мистецтв названа на честь Р. Кириченко                                                                           | Мала Академія Мистецтв             |
|            | генерал-лейтенант О. І. Зигіна (Демонтовано)                                                                                   | вул. Капітана Володимира Кісельова |
|            | Вулиця названа на честь П. О. Лідова (Демонтовано)                                                                             | Просвіти, 11                       |

## Меморіальні дошки
| Зображення | На честь кого, чого чи якої події | Адреса                                                                                                   |
|            | В цьому будинку у 1941 р. Розміщувався евакогоспіталь № 1767 | 3-тя школа, вул. В'ячеслава Чорновола, 4                                                                 |
|            | Т. Г. Шевченко відвідав будинок І. П. Котляревського і зустрівся з Ф. Л. Ткаченком                                                                                          | 3-тя школа, вул. В'ячеслава Чорновола, 4                                                                 |
|            | У цьому будинку жив і працював В. І. Вернадський | вул. Миколи Дмітрієва                                                                                    |
|            | Полтавський меморіальний музей на базі садиби Івана та Маріанни Скрипників                                                                                                  | Патріарха Мстислава                                                                                      |
|            | У цій школі в 1933 р. навчався Олег Кошовий Демонтовано | 8-ма школа                                                                                               |
|            | Засновник Полтавського муз.училища Д. В. Ахшарумов 1864—1933 | Муз.училище, вул. Соборності, 11                                                                         |
|            | Організатор і керівник зразкової капели бандуристів України В. А. Кабачок 1892—1957                                                                                         | Муз.училище, вул. Соборності, 11                                                                         |
|            | Народний артист України, артист театру і кіно Мірошниченко В. П. | Муз.училище, вул. Соборності, 11                                                                         |
|            | Випускник Полтавського муз.училища А. П. Коломієць 1918—1997 | Муз.училище, вул. Соборності, 11                                                                         |
|            | 1925—1934 у Полтавському муз.училищі працював Ф. М. Попадич | Муз.училище, вул. Соборності, 11                                                                         |
|            | Викладачам, студентам і співробітникам ПДПУ, які загинули в роки ВВВ 1941–1945                                                                                              | Пед.університет, вул. Остроградського, 2 , навчальний корпус № 3                                         |
|            | В ПДПУ у 1920—1933 роках працював В. М. Верховинець | Пед. Університет, вул. Остроградського, 1                                                                |
|            | В ПДПУ у 1914—1917 роках працював А. С. Макаренко (Демонтовано) | Пед. Університет, вул. Остроградського, 1                                                                |
|            | В ПДПУ в 1936—1938 р.р. працював В. О. Сухомлинський | Пед. Університет, вул. Остроградського, 1                                                                |
|            | В ПДПУ в 1917—1933 р.р. працював Г. Ващенко | Пед. Університет, вул. Остроградського, 1                                                                |
|            | В ПДПУ в 1917—1928 р.р. працював В. О. Щепотьев | Пед. Університет, вул. Остроградського, 1                                                                |
|            | академік НАПН Пащенко В. А., з 1990 по 2008 рік — ректор ПГПУ | Пед. Университет, вул. Остроградського, 2                                                                |
|            | На Полтавському дослідному полі працював О. Н. Соколовський | Дослідна станція                                                                                         |
|            | На Полтавському дослідному полі працював М. І. Вавілов | Дослідна станція                                                                                         |
|            | Брали участь у розробці програми діяльності станції В. Вернадський, В. Докучаев, А. Зайкевич]], Ізмаїльський [Архівовано 27 січня 2011 у Wayback Machine.]                  | Дослідна станція                                                                                         |
|            | 1953-1985 На Полтавському турбомеханічному заводі працював Б. В. Шумейко | Турбомеханічний завод                                                                                    |
|            | Полтавський турбомеханічний завод нагороджений почесною грамотою КМУ 23.09.2001                                                                                             | Турбомеханічний завод                                                                                    |
|            | В цьому будинку народився Ю. В. Кондратюк | Стрітенська, 4 (кв.20)                                                                                   |
|            | В цьому будинку в 1913—1919 жив І. Г. Мясоєдов | Мясоєдова                                                                                                |
|            | В цьому будинку в 1889—1911 жив і працював І. Г. Мясоєдов | вулиця Мясоєдова                                                                                         |
|            | Садиба-музей Панаса Мирного | вулиця Панаса Мирного                                                                                    |
|            | В цьому будинку жив і працював Панас Мирний 1903—1920 | вулиця Панаса Мирного                                                                                    |
|            | В цьому будинку розміщувався в 1941 евакогоспіталь № 1054 | Аграрний коледж                                                                                          |
|            | В цьому приміщенні Полтавської духовної семінарії 1895—1902 навчався С. В. Петлюра                                                                                          | СГ Академія, вул. Сковороди, 1/3                                                                         |
|            | На території інституту знаходився будинок в якому діяв Полтавський професійний театр, очолюваний Котляревським                                                              | СГ Академія, вул. Сковороди, 1/3                                                                         |
|            | В цьому будинку 1861—1862 жив і працював М. В. Остроградський | вулиця Сковороди, 7                                                                                      |
|            | В цьому будинку 1914—1917 навчався А. С. Макаренко | вулиця Семена Антонця, 10                                                                                |
|            | В цьому будинку 1986—1993 працював Т.Нікітін | вул. УПА                                                                                                 |
|            | В цьому будинку жила 1987—2005 Раїса Кириченко | вул. УПА                                                                                                 |
|            | Студент року 2008 І.Мелюхнов | вулиця Гоголя, 7                                                                                         |
|            | Алея зірок Полтавського факультету Київського університету культури | вулиця Гоголя, 7                                                                                         |
|            | В нашому місті в 1893 народився В. Г. Гайдаров | вулиця Гоголя, 22                                                                                        |
|            | У цьому будинку в 1903 з нагоди відкриття пам'ятника Котляревському брали участь відомі діячі                                                                               | вулиця Гоголя, 22                                                                                        |
|            | 1942—2007 О. О. Борисенок | вулиця Гоголя, 10, обласна філармонія                                                                    |
|            | В цьому будинку жив і працював Олександр Ковінька | вулиця Капітана Володимира Кісельова, 4                                                                  |
|            | В цьому будинку жив і працював Л. С. Вайнгорт | вулиця Стрітенська, 10                                                                                   |
|            | В медичному училищі 1977—1981 навчався О. Г. Срібний | вулиця Стрітенська, 51а                                                                                  |
|            | В цьому будинку 1939—1941 жив С. Бірюзов | вулиця Стрітенська, 35                                                                                   |
|            | В цьому будинку 1894—1908 жив М. А. Дмитрієв | вулиця Конститутуції, 3                                                                                  |
|            | В цьому будинку 1958—1964 жив і працював В. І. Шаховцов | вулиця Небесної Сотні, 11                                                                                |
|            | В цьому будинку 1963—1997 жив і працював Леонід Бразов [Архівовано 13 липня 2013 у WebCite]                                                                                 | вулиця Небесної Сотні, 11                                                                                |
|            | У цьому будинку мешкав 1950—1994 А. Щербак | вулиця Просвіти, 11                                                                                      |
|            | В цьому будинку протягом 25 років працював В. П. Козак | вулиця Монастирська, 12                                                                                  |
|            | Протягом 34 років працював начальником управління бурових робіт Р. Ю. Садовський                                                                                            | вулиця Монастирська, 12                                                                                  |
|            | 1818—1819 навчався М. В. Гоголь | Мала Академія Мистецтв                                                                                   |
|            | Раїса Кириченко 1943—2005 | Мала Академія Мистецтв                                                                                   |
|            | Микола Іванович Комарницький 1894—1975 | вулиця Соборності, 66                                                                                    |
|            | В цьому будинку в 1889—1890 жив Котельников Г. Є. | вулиця Соборності, 24                                                                                    |
|            | Полтавський літературно-меморіальний музей Івана Котляревського | проспект Віталія Грицаєнка, 18                                                                           |
|            | Цей навчальний заклад 1980—2004 очолював Г. А. Олійник | проспект Віталія Грицаєнка, 10                                                                           |
|            | Фундаторам архівної справи з нагоди століття відкриття Полтавської вченої архівної комісії                                                                                  | вулиця Юліана Матвійчука, 18_24                                                                          |
|            | В цьому будинку з 1973—1993 жив і працював В. М. Батурін | вулиця Юліана Матвійчука, 41_28                                                                          |
|            | Слепян А. М., почесний нафтовик СРСР, перший директор об'єднання УКРСХІДНАФТА                                                                                               | вулиця Юліана Матвійчука, 119а                                                                           |
|            | 1922—1926 в трудовій школі № 10 навчався В. М. Челомей | вулиця Юліана Матвійчука, 20/23, Полтавська загальноосвітня школа І-ІІІ ступенів №10 імені В.Г.Короленка |
|            | На цьому місці 23.09.1995 замурована капсула із зверненням до молоді 2025 року                                                                                              | вулиця Юліана Матвійчука, 20/23, Полтавська загальноосвітня школа І-ІІІ ступенів №10 імені В.Г.Короленка |
|            | У цій школі в 1927—1937 навчалася Ляля Убийвовк | вулиця Юліана Матвійчука, 20/23, Полтавська загальноосвітня школа І-ІІІ ступенів №10 імені В.Г.Короленка |
|            | В цьому будинку в 1941 році розміщувався евакогоспіталь № 1767 | вулиця Юліана Матвійчука, 83а                                                                            |
|            | В цьому приміщенні в 1922—1924 роках навчався Ю. О. Побєдоносцев | вулиця Юліана Матвійчука, 83а                                                                            |
|            | В цьому будинку провів дитячі роки В. С. Сапіго | вулиця Юліана Матвійчука, 50                                                                             |
|            | В цьому технікумі в 1934—1935 роках навчався В. А. Мироненко | Технікум харчових технологій                                                                             |
|            | Перший ректор кооперативного інституту М. М. Діанич | Університет економіки                                                                                    |
|            | В лютому 1883 року Коробкіним М. П. вперше зроблена операція на легенях | Шевченка, 23 Полтавська обласна клінічна лікарня імені М. В. Скліфософського, Хірургічний корпус         |
|            | С. О. Леваневський видатний радянський льотчик | вулиця Шевченка, 9                                                                                       |
|            | В цьому будинку 1827—1835 роки працював І. П. Котляревський | вулиця Шевченка, 23, Обласна лікарня                                                                     |
|            | Пам'ятник архітектури будинок 1820 р. охороняється законом | вулиця Обласна лікарня                                                                                   |
|            | Генерал-фельдмаршал Іван Федорович Паскевич (Демонтовано) | вулиця Соборності, 8                                                                                     |
|            | В школі № 6 навчався з 1921 по 1928 р.р. Герой Радянського Союзу Стадничук Микола Михайлович                                                                                | вулиця В'ячеслава Чорновола, 3                                                                           |
|            | У школі № 6 навчався з 1920 по 1927 р.р. поет Євген Іванович Кривенко | вулиця В'ячеслава Чорновола, 3                                                                           |
|            | У Полтавському с/г інституті з 1936 по 1971 рік працював академік АН УРСР Олексій Володимирович Квасницький                                                                 | вул. Сковороди, новий корпус с/х академії                                                                |
|            | У Полтавському с/г інституті з 1923 по 1925 рік навчався академік АН УРСР Микола Миколайович Гришко, засновник і перший директор Національного ботанічного саду НАН України | вул. Сковороди, новий корпус с/г академії                                                                |
|            | У школі № 7 в 1971—1975 роках працював директором Бабак Іван Ілліч, Герой Радянського Союзу                                                                                 | вул. Семена Антонця, 2                                                                                   |
|            | В цьому будинку у 1917—1918 роках жив і працював Вернадський Володимир Іванович                                                                                             | вул. Миколи Дмітрієва, 8                                                                                 |
|            | В цьому будинку жив Герой Радянського Союзу Нездолій Кузьма Павлович | вул. Гоголя, 35                                                                                          |
|            | В цьому будинку у 1970—2004 роках жив Герой Радянського Союзу Васько Олександр Федорович                                                                                    | проспект Віталія Грицаєнка, 13A                                                                          |
|            | В цьому навчальному закладі у 1969—1979 роках навчався Герой Радянського Союзу Гончаренко В. Ф.                                                                             | вул. Шевченка, 119, середня школа № 25                                                                   |
|            | Меморіальна дошка на честь астронома, академіка АН УРСР Олександра Яковича Орлова                                                                                           | Полтавська гравіметрична обсерваторія                                                                    |
|            | Пам'ятна дошка на честь першої декларації «Самостійної України» | Вознесенський узвіз, 3                                                                                   |
|            | Пам'ятна дошка на фасаді школи 38 де навчався О. І. Мочалов | вулиця Юліана Матвійчука, 74                                                                             |
|            | Пам'ятна дошка Г. В. Біліченку | вулиця Біліченка, №29 Б                                                                                  |
|            | Пам'ятна дошка А. Ю. Грицаю | вулиця Остроградського, 2, ПНПУ                                                                          |
|            | Пам'ятна дошка О. М. Фролову | вулиця Вячеслава Чорновола, 3                                                                            |
|            | Меморіальна дошка на місці зруйнованого будинку Симона Петлюри, одного з лідерів Української революції, голови Директорії УНР                                               | вул. Петлюри, 7                                                                                          |
|            | Меморіальна дошка українському скульптору-передвижнику Л. В. Позену | вул. Небесної Сотні                                                                                      |

## Демонтовані дошки
| Зображення | На честь кого, чого чи якої події                                                                           | Адреса                           |  |
|            | М. В. Фрунзе видатний діяч комуністичної партії. Демонтована [Архівовано 5 березня 2016 у Wayback Machine.] | вул. Європейська                 |  |
|            | У Віленському військовому училищі у 1916 навчався М. О. Щорс                                                | СГ Академія, вул. Сковороди, 1/3 |  |
|            | В цьому будинку замурована капсула з листом юнакам і дівчатам 2018 року                                     | проспект Віталія Грицаєнка, 18   |  |
|            | В цьому будинку в 1875 народився і провів дитячі роки А. В. Луначарський                                    | проспект Віталія Грицаєнка, 18?  |  |